# Georgien Overwater
Georgien Overwater (Gorinchem, 1 november 1958) is een Nederlands illustrator van jeugdboeken en stedenboeken en animatiefilms.

## Biografie

### Jeugd en opleiding
Overwater groeide op in in Gorinchem. Ze was als kind al graag bezig met tekenen. Na haar middelbare school volgde ze de Kunstacademie in Arnhem. Hier kreeg zij onder andere les van Friso Henstra en Pim van Boxsel. Hierna liep zij stage bij Toonder Studio's met als stagebegeleider Harrie Geelen.

### Loopbaan
Overwater was aanvankelijk werkzaam als illustrator bij de NOS. Daarna maakte zij illustraties voor de animatiefilms van Paul Driessen zoals onder meer De schrijver en de dood, The Waterpeople en Three Misses. Later maakte zij ook animaties voor het kinderprogramma Sesamstraat. In 1983 debuteerde zij met het boek Miepjes fantastische vlechten van Trude de Jong. Ze werkt veel samen met schrijvers als Marjon Hoffman, Jo Nesbø, Janet Foxley en Youp van 't Hek. Samen met Marjon Hoffman maakte ze de boekenreeks Floor. Samen met collega's Gertie Jaquet, Lars Deltrap en Ineke Goes werkt ze in de Illustratiestudio in Amsterdam.